# USS Ranger (CV-4)
Chiếc USS Ranger (CV-4) là tàu chiến đầu tiên của Hải quân Hoa Kỳ được thiết kế và chế tạo ngay từ ban đầu như là một tàu sân bay. Ranger là một tàu tương đối nhỏ, có kích thước và trọng lượng rẽ nước gần bằng chiếc tàu sân bay đầu tiên của Hoa Kỳ là chiếc USS Langley (CV-1), khá nhỏ so với những tàu sân bay sau này. Một đảo kiến trúc thượng tầng không có trong thiết kế nguyên thủy, nhưng được thêm vào sau khi hoàn tất. Ranger là một trong số ba chiếc tàu sân bay trước chiến tranh còn sống sót qua Thế Chiến II, cho dù không giống như những chiếc kia, nó trải qua phần lớn thời gian chiến tranh trong các vai trò không chiến đấu trực tiếp.

## Thiết kế và chế tạo
Chiếc Ranger được đặt lườn vào ngày 26 tháng 9 năm 1931 bởi Newport News Shipbuilding tại Newport News, Virginia, được hạ thủy ngày 25 tháng 2 năm 1933, được đỡ đầu bởi bà Lou Henry Hoover (phu nhân Tổng thống Hoover), và được nhập biên chế tại Xưởng Hải quân Norfolk ngày 4 tháng 6 năm 1934 dưới quyền chỉ huy của Hạm trưởng, Đại tá Hải quân Arthur Leroy Bristol.

## Các hoạt động trước chiến tranh
Ranger thực hiện chuyến hải hành đầu tiên ngoài khơi mũi Henry vào ngày 6 tháng 8 năm 1934 và rời khỏi Norfolk vào ngày 17 tháng 8 trong một chuyến chạy thử huấn luyện đưa nó đến Rio de Janeiro, Buenos Aires và Montevideo. Nó quay trở về Norfolk ngày 4 tháng 10 cho các hoạt động ngoài khơi Virginia Capes cho đến ngày 28 tháng 3 năm 1935, rồi nó hướng sang Thái Bình Dương. Đi qua kênh đào Panama ngày 7 tháng 4, nó đến San Diego vào ngày 15 tháng 4. Trong gần bốn năm nó tham gia các cuộc tập trận hạm đội đến tận Hawaii, các hoạt động dọc theo bờ biển phía Tây, về phía Nam đến tận Callao, Peru, và về phía Bắc đến Seattle, Washington. Vào ngày 4 tháng 1 năm 1939, nó rời San Diego để tham gia các hoạt động mùa Đông của hạm đội trong vùng Caribbe đặt căn cứ tại Guantánamo Bay, Cuba. Sau đó nó hướng lên phía Bắc về phía Norfolk, và đến nơi vào ngày 18 tháng 4.
Ranger di chuyển dọc theo vùng biển phía Đông ngoài khơi Norfolk và vào vùng biển Caribbe. Vào mùa Thu năm 1939, nó thực hiện các chiến dịch Tuần tra Trung lập, hoạt động ngoài khơi Bermuda dọc theo các tuyến đường hàng hải khu vực giữa Đại tây Dương và dọc bờ Đông lên phía Bắc đến tận căn cứ Argentia, Newfoundland.

## Thế Chiến II

### 1942
Vào tháng 12 năm 1941, Ranger đang trên đường quay về Norfolk sau chuyến tuần tra ngoài khơi kéo dài đến Port of Spain, Trinidad và Tobago, khi Nhật Bản tấn công Trân Châu Cảng. Đến Norfolk ngày 8 tháng 12, nó khởi hành ngày 21 tháng 12 để tuần tra Nam Đại tây Dương. Sau đó nó vào xưởng tàu Hải quân Norfolk vào ngày 22 tháng 3 năm 1942 để đại tu. Ranger là một trong số mười bốn tàu chiến được trang bị radar RCA CXAM-1.
Ranger trở thành kỳ hạm của Chuẩn đô đốc A. B. Cook, tư lệnh Lực lượng Tàu sân bay Hạm đội Đại Tây Dương Hoa Kỳ, cho đến ngày 6 tháng 4 năm 1942, khi ông được thay thế bởi Chuẩn đô đốc Ernest D. McWhorter, người cũng đặt cờ hiệu của mình trên chiếc Ranger.
Hướng đến căn cứ Quonset Point, Rhode Island, Ranger xếp lên tàu 68 chiếc máy bay tiêm kích Curtiss P-40 cùng nhân sự của Liên đội Cường kích 33 Lục quân, rồi ra khơi vào ngày 22 tháng 4 để vận chuyển liên đội này đến Accra, Gold Coast ở châu Phi (Ghana) vào ngày 10 tháng 5. Nó quay trở về Quonset Point ngày 28 tháng 5, thực hiện một chuyến tuần tra đến Argentina, rồi lại khởi hành từ Newport ngày 1 tháng 7 với thêm 72 chiếc P-40 của Lục quân để đổ xuống Accra vào ngày 19 tháng 7. Cả hai nhóm phi đội này P-40 đều đang trên đường đến tăng cường cho Đội Phi Hổ tại Trung Quốc. Sau khi được gọi đến Trinidad, nó quay về Norfolk để tập trận tại chỗ cho đến ngày 1 tháng 10, rồi tiến hành huấn luyện tại Bermuda cùng bốn tàu sân bay hộ tống mới thuộc lớp Sangamon, những chiếc được cải biến từ tàu chở dầu để tăng cường sức mạnh không lực Hoa Kỳ tại Đại Tây Dương.
Vì là chiếc tàu sân bay lớn nhất của Hạm đội Đại Tây Dương, Ranger dẫn đầu Lực lượng Đặc nhiệm bao gồm nó và bốn tàu sân bay hộ tống. Chúng được giao nhiệm vụ dành ưu thế trên không trong Chiến dịch Torch tấn công Maroc đang dưới sự kiểm soát của Vichy, bắt đầu vào ngày 8 tháng 11 năm 1942.
Trời vẫn còn tối vào lúc 06 giờ 15 phút ngày hôm đó khi chiếc Ranger, đang ở vị trí cách Casablanca 48 km (30 dặm) về phía Tây Bắc, bắt đầu tung ra những chiếc máy bay hỗ trợ việc đổ bộ thực hiện tại ba điểm trên bờ biển Đại Tây Dương của Bắc Phi (Chiến dịch Torch). Chín chiếc máy bay tiêm kích F4F Wildcat tấn công các sân bay Rabat và Rabat-Sale, các sở chỉ huy của không lực Pháp tại Morocco. Chúng đã tiêu diệt được bảy máy bay tại một sân bay và 14 máy bay ném bom tại sân bay còn lại mà không bị thiệt hại nào. Một phi vụ khác tiêu diệt bảy máy bay tại sân bay Port Lyautey. Một số máy bay của chiếc Ranger đã bắn phá bốn tàu khu trục tại cảng Casablanca, trong khi những chiếc khác bắn phá và ném bom các khẩu đội bờ biển lân cận.
Chiếc tàu sân bay đã thực hiện 496 phi vụ chiến đấu trong chiến dịch kéo dài ba ngày này. Những máy bay của nó đã ném trúng đích hai quả bom lên chiếc tàu khu trục Albatros, đánh hỏng hoàn toàn phần trước của chiếc tàu và gây ra 300 thương vong. Họ cũng tấn công chiếc tàu tuần dương Pháp Primauguet khi nó rời khỏi cảng Casablanca và thả mìn sâu đến hai tàu ngầm trong khoảng cách nguy hiểm. Họ đã tiêu diệt hệ thống phòng thủ duyên hải và các khẩu đội pháo phòng không, phá hủy hơn 70 máy bay đối phương trên mặt đất, và bắn rơi 15 máy bay trong không chiến. Tuy nhiên, 16 máy bay của chiếc Ranger đã bị mất hay hư hỏng nặng không thể sửa chữa. Người ta cũng ước lượng có khoảng 21 xe tăng hạng nhẹ của đối phương cùng khoảng 86 xe vận tải quân sự (hầu hết là xe tải chở quân) bị phá hủy.
Casablanca đầu hàng các lực lượng Mỹ vào ngày 11 tháng 11 năm 1942. Ranger rời bờ biển Morocco ngày 12 tháng 11, và quay trở về đến Norfolk, Virginia, vào ngày 23 tháng 11.

### 1943
Sau khi tiến hành huấn luyện tại vịnh Chesapeake, chiếc Ranger được đại tu tại xưởng hải quân Norfolk từ ngày 16 tháng 12 năm 1942 đến ngày 7 tháng 2 năm 1943. Sau đó nó vận chuyển 75 máy bay tiêm kích P-40L của Lục quân đến châu Phi, đến Casablanca ngày 23 tháng 2. Sau đó nó tuần tra và huấn luyện các phi công dọc theo bờ biển New England về phía Bắc đến tận Halifax, Nova Scotia. Rời Halifax ngày 11 tháng 8, nó gia nhập Hạm đội Nhà Anh Quốc ở Scapa Flow, Scotland ngày 19 tháng 8, cùng hạm đội này tuần tra các lối tiếp cận đến quần đảo Anh.
Chiếc Ranger rời khỏi Scapa Flow cùng Hạm đội Nhà ngày 2 tháng 10 để tấn công các tàu bè Đức trong vùng biển Na Uy (chiến dịch Leader). Mục tiêu của lực lượng này là cảng Bodø của Na Uy. Lực lượng đặc nhiệm đến được vị trí xuất phát ngoài khơi Vestfjord trước bình minh ngày 4 tháng 10 mà hoàn toàn không bị phát hiện. Lúc 06 giờ 18 phút, chiếc Ranger tung ra 20 máy bay ném bom bổ nhào SBD Dauntless được hộ tống bởi tám máy bay tiêm kích Wildcat. Một nhóm máy bay ném bom tấn công chiếc tàu chở hàng 8.000 tấn La Plata, trong khi nhóm còn lại hướng lên phía Bắc tấn công một đoàn tàu vận tải Đức. Các máy bay ném bom đã làm hư hại nặng một tàu chở dầu tải trọng 10.000 tấn và một tàu vận chuyển nhỏ. Họ cũng đánh chìm hai trong số bốn tàu buôn nhỏ của Đức trong vịnh Bodö.
Một nhóm tấn công thứ hai từ chiếc Ranger bao gồm mười chiếc máy bay ném bom-ngư lôi TBF Avenger và sáu chiếc Wildcat đã phá hủy một tàu chở hàng Đức và một tàu tuần duyên hải nhỏ, cũng như ném bom một tàu đổ bộ. Ba máy bay đã bị mất do hỏa lực phòng không. Chiều ngày 4 tháng 10, chiếc Ranger bị ba máy bay Đức phát hiện, nhưng lực lượng tuần tra chiến đấu trên không đã bắn rơi hai máy bay đối phương và đánh đuổi chiếc thứ ba.
Chiếc Ranger quay về Scapa Flow vào ngày 6 tháng 10 năm 1943. Nó tuần tra cùng với Hải đội Tác chiến Anh Quốc 2 tại các vùng biển kéo dài đến tận Đông Bắc Iceland, sau đó nó rời Hvalfjord ngày 26 tháng 11, và đến Boston ngày 4 tháng 12 năm 1943.

### 1944–45
Vào ngày 3 tháng 1 năm 1944, Ranger trở thành một tàu sân bay huấn luyện ngoài khơi Quonset Point, Rhode Island. Nhiệm vụ này bị ngắt quãng vào ngày 20 tháng 4 khi nó đi đến đảo Staten để vận chuyển 76 máy bay tiêm kích P-38 Lightning cùng nhân sự của Lục quân, Không quân Mỹ và Hải quân Pháp đến Casablanca. Khởi hành ngày 24 tháng 4, nó đến Casablanca ngày 4 tháng 5. Những chiếc máy bay mới được dùng để thay thế những chiếc máy bay bị hư hại đã được đánh dấu sẽ được sửa chữa tại Hoa Kỳ, trong khi các hành khách quân sự lên tàu để được vận chuyển quay về New York.
Trước chuyến đi quay về Hoa Kỳ của nó, Tư lệnh Tác chiến Hải quân, Đô đốc Ernest J. King, đã có kế hoạch đại tu chiếc tàu sân bay bằng cách kéo dài thân tàu và lắp đặt các động cơ mới. Chiếc Ranger được thiết kế vào cuối những năm 1920, nên nhỏ hơn, chậm hơn, vỏ giáp yếu hơn và chở được ít máy bay và đạn dược hơn so với những tàu sân bay còn lại của hạm đội Mỹ. Đô đốc King mong muốn tiến hành việc nâng cấp, nhưng các sĩ quan tham mưu của ông đã chỉ ra rằng nguồn lực cần thiết để hoàn thành việc cải tạo này sẽ ảnh hưởng đến việc chế tạo và sửa chữa những tàu sân bay mới lớn hơn và có khả năng hơn. Dựa trên các thông tin này, toàn bộ kế hoạch bị hủy bỏ. Sau khi quay về cảng New York ngày 16 tháng 5, chiếc Ranger vào xưởng hải quân Norfolk để gia cường sàn đáp, lắp đặt máy phóng máy bay mới, cũng như hệ thống radar được nâng cấp. Điều này cung cấp cho nó khả năng huấn luyện tiêm kích đánh chặn bay đêm. Vào ngày 11 tháng 7 năm 1944, nó rời Norfolk hướng đến Panama. Nó đi qua kênh đào Panama năm ngày sau đó, đổ bộ lên bờ hàng trăm hành khách Lục quân Mỹ xuống Balboa, Panama, rồi tiếp tục đi đến San Diego, California, và đến nơi ngày 25 tháng 7. Sau khi đổ lên bờ nhân sự và máy bay của Phi đội Tiêm kích Bay đêm 102 và gần một ngàn Thủy quân Lục chiến, chiếc Ranger khởi hành đi đến vùng biển Hawaii ngày 28 tháng 7. Đến Trân Châu Cảng ngày 3 tháng 8. Trong ba tháng tiếp theo, chiếc Ranger tiến hành huấn luyện tiêm kích bay đêm trên tàu sân bay ngoài khơi Trân Châu Cảng.
Chiếc Ranger khởi hành từ Trân Châu Cảng ngày 18 tháng 10 năm 1944 để huấn luyện phi công hải quân mới trong nhiệm vụ chiến đấu. Hoạt động ngoài khơi San Diego dưới quyền chỉ huy của Tư lệnh Không lực Hạm đội tại Alameda, California, chiếc Ranger tiếp tục huấn luyện các đội bay dọc theo bờ biển California cho đến hết cuộc chiến. Ranger là tàu sân bay Mỹ duy nhất tồn tại từ trước khi bắt đầu chiến tranh chưa bao giờ giáp chiến cùng quân Nhật trong chiến đấu.

## Các hoạt động cuối cùng
Khởi hành từ San Diego ngày 30 tháng 9 năm 1945, Ranger tiễn các hành khách dân sự và quân sự rời tàu tại Balboa, rồi tiếp tục hành trình đi New Orleans, Louisiana, đến nơi ngày 18 tháng 10. Sau khi tham gia lễ hội Ngày Hải quân được tổ chức tại đây, nó khởi hành vào ngày 30 tháng 10 cho các hoạt động ngắn tại Pensacola, Florida. Sau khi quay về Norfolk, nó vào Xưởng hải quân Philadelphia vào ngày 18 tháng 11 để được đại tu. Nó tiếp tục hoạt động dọc theo vùng bờ Đông cho đến khi được cho xuất biên chế tại Xưởng hải quân Norfolk vào ngày 18 tháng 10 năm 1946. Sau khi được rút tên khỏi danh sách Đăng bạ Hải quân vào ngày 29 tháng 10 năm 1946, con tàu được bán cho hãng Sun Shipbuilding and Drydock Company tại Chester, Pennsylvania vào ngày 28 tháng 1 năm 1947 để tháo dỡ.

## Phần thưởng
Chiếc Ranger đã nhận được hai ngôi sao chiến đấu vì những thành tích phục vụ của nó trong Thế Chiến II.
|                           |  |  |
| Bronze star · Bronze star |  |  |

| Huân chương Phục vụ Phòng vệ Hoa Kỳ                                          | Huân chương Phục vụ Phòng vệ Hoa Kỳ           | Huân chương Chiến dịch Hoa Kỳ                 | Huân chương Chiến dịch Hoa Kỳ        |
| Huân chương Chiến dịch Châu Âu-Châu Phi-Trung Đông với 2 Ngôi sao Chiến trận | Huân chương Chiến dịch Châu Á-Thái Bình Dương | Huân chương Chiến dịch Châu Á-Thái Bình Dương | Huân chương Chiến thắng Thế Chiến II |